# Lillebjørn Nilsen
Lillebjørn Nilsen (født 21. december 1950 i Oslo, død 27. januar 2024) var en norsk sanger, sangskriver og guitarist (5-str. banjo, mandolin, hardangerfele).
Han voksede op med 50'ernes populærmusik og 60'ernes rock og folk. Nilsens første soloplade kom i 1971, og han deltog i de koncerter i Tuxens atelier i Skagen, som efterhånden udviklede sig til Skagen Visefestival. Hans omfattende turnévirksomhed gjorde ham også kendt udenfor Skandinavien. I Norge nåede han et stadig større publikum med sin børneplade og med sangen Barn av regnbuen, en oversættelse af Pete Seegers My Rainbow Race, fra albummet Portrett. Denne plade fra 73 viste hans musikalske spændvidde og nære forhold til norsk og international folkemusik. 

## Diskografi

### Album
med The Young Norwegians
- 1967: Things on Our Mind
- 1969: Music

med Ballade!
- 1978: Ballade! På turné
- 1980: Ballade! Ekstranummer
- 2005: Ballade!s samlede (opslamling)

med Gitarkameratene
- 1989: Gitarkameratene
- 1990: Typisk norsk
- 2010:  Kanon

med Andy Irvine
- 2010: Abocurragh [Nilsen spiller på ét nummer]

Solo
- 1971: Tilbake
- 1973: Portrett
- 1974: Haba Haba
- 1974: Hei fara! Norske folkeviser
- 1975: Byen med det store hjertet
- 1979: Oslo 3
- 1980: Live at Sioux Falls (USA)
- 1980: Ballade! Ekstranummer
- 1982: Original Nilsen
- 1985: Hilsen Nilsen
- 1988: Sanger
- 1993: Nære Nilsen

Genudgivelse
- 1995: Haba Haba
- 2001: Portrett
- 2003: Byen med det store hjertet (Re-release)
- 2003: Tilbake (Re-release)
- 2003: Portrett (Re-release)

Opsamlingsalbum
- 1978: Lillebjørn Nilsens beste
- 1984: Lillebjørn Nilsens utvalgte
- 1986: Tekst og musikk: Lillebjørn Nilsen
- 1996: 40 spor: Nilsens 40 beste
- 2010: Stilleste gutt på sovesal 1 (10 CDs and a DVD)

### Singler
med The Young Norwegians
- 1966: "Plenty Nothingness and Love" / "Det står ein friar uti garde"
- 1966: "Joys of Love" / "Jug of Punch"
- 1967: "Vuggevise for André" / "Goodbye to Your Sparkling Blue Eyes"
- 1968: "Nightingale" / "Grannie" med Kari Svendsen

Med Gitarkameratene
- 1990: "Barn av regnbuen"

Solo
- 1973: "Barn av regnbuen" / "Alle duene"
- 1974: "Haba Haba" / "Kirsebærtreet"
- 1982: "Tanta til Beate"
- 1988: "Se deg aldri tilbake"
- 1993: "Fort gjort å glemme" / "Så nære vi var"
- 1993: "1000 søte damer"
- 2006: "Oleanna" (med Pete Seeger) (live)